# Carlos Santos de Jesus
Carlos Santos de Jesus (Sāo Paulo, Brasil, 25 de febrero de 1985), futbolista brasileño. Juega de defensa y su actual equipo es el Independente Futebol Sao Joseense del Campeonato Brasileño de Serie D de Brasil. Al tiempo de llegar al Dinamo obtuvo la nacionalidad Croata.
Durante el receso invernal de la temporada 2008/2009 fue a préstamo al NK Varteks de Croacia.

## Clubes
| Club             | País           | Año         |
| ---------------- | -------------- | ----------- |
| Dinamo Zagreb    | Croacia        | 2005-2008   |
| NK Varteks       | Croacia        | 2009        |
| Dinamo Zagreb    | Croacia        | 2009-2010   |
| Shandong Luneng  | China          | 2010        |
| NK Zagreb        | Croacia        | 2011        |
| Dinamo Zagreb    | Croacia        | 2011        |
| Al-Ettifaq       | Arabia Saudita | 2012 - 2013 |
| Zob Ahan         | Irán           | 2013 - 2014 |
| Naft Tehran F.C. | Irán           | 2015 - 2016 |
| Ratchaburi FC    | Tailandia      | 2016 - 2017 |
| Al-Shorta        | Irak           | 2018        |
| Phrae United     | Tailandia      | 2020 - 2022 |
| Sao-Joseense     | Brasil         | 2023 - act. |